# Eutreta decora
Eutreta decora är en tvåvingeart som beskrevs av Stoltzfus 1977. Eutreta decora ingår i släktet Eutreta och familjen borrflugor. Inga underarter finns listade i Catalogue of Life.